# Anul meduzelor
Anul meduzelor (titlul original: în franceză L'Année des méduses) este un film dramatic francez, realizat în 1984 de regizorul Christopher Frank, după romanul omonim al său, protagoniști fiind actorii Bernard Giraudeau, Valérie Kaprisky, Caroline Cellier, și Jacques Perrin.

## Rezumat
Chris, o fată de 18 ani dintr-un mediu bogat, petrece vacanța în Saint-Tropez cu mama ei, în timp ce tatăl ei a rămas la Paris din motive profesionale. Chris este frumoasă, senzuală, dar lipsită de scrupule și modestie. Ziua se relaxează la plajă, adesea topless, iar seara este fie la o discotecă, fie la cazinou, având aventuri de o noapte. Îi place să provoace pentru a semăna discordie între cupluri, considerând plaja ca pe un loc de joacă.
Dar Chris cade sub vraja lui Romain, un dandy care furnizează bărbaților bogați, tinere turiste naive. Ea încearcă în zadar să-l seducă, Romain având ochi doar pentru Claude, mama lui Chris. Chris devine geloasă, nu suportă să fie respinsă și își vede propria mamă ca pe o rivală. În timp ce face baie și înoată topless, Chris este înțepată la un sân de o meduză, un lucru inofensiv pentru ea. În acel an erau multe meduze și Chris a aflat un secret, că Romain era alergic la înțepăturile de meduză. Ea decide atunci să folosească acest efect pentru a se răzbuna pentru afrontul prin care Romain, potrivit ei, a făcut-o să sufere.

## Distribuție
- Bernard Giraudeau – Romain Kalides
- Valérie Kaprisky – Chris Rivaut
- Caroline Cellier – Claude Rivaut, mama lui Chris
- Jacques Perrin – Vic Lamotte
- Béatrice Agenin – Marianne Lamotte
- Barbara Nielsen – Barbara
- David Jalil – Jean-Paul
- Philippe Lemaire – Lamotte
- Pierre Vaneck – Pierre Rivaut
- Jean-Paul Dubarry – Guttaz
- Betty Assenza – Dorothée
- Serge Gaubardy –
- Charlotte Kady – Miriam
- Gill Matt – Aldo
- Antoine Nikola – Peter
- Jean-Claude Pancrazi –
- Emmanuelle Seigner –
- Hedwige Thabuis –

## Premii
- 1985 César – Premiul César pentru cea mai bună actriță în rol secundar lui Caroline Cellier